# 331371 Jockers
331371 Jockers este o planetă minoră (asteroid) din centura de asteroizi. A fost descoperită pe 16 februarie 2001 la stazione osservativa di Asiago Cima Ekar⁠(d) de  și a fost numită după Klaus Jockers⁠(d). 
Obiectul prezintă o orbită caracterizată de o semiaxă mare de 3,0115641696738 UAi, o excentricitate de 0,066014793173338, o înclinație de 10,8277848264 ° în raport cu ecliptica.